# Podnoszenie ciężarów na Letnich Igrzyskach Olimpijskich Młodzieży 2010 – kategoria poniżej 62 kilogramów chłopców
Zawody chłopców w kategorii poniżej 62 kilogramów w podnoszeniu ciężarów na Letnich Igrzyskach Olimpijskich Młodzieży 2010 odbyły się 16 sierpnia w Toa Payoh Sports Hall w Singapurze.

## Wyniki
| LP | Zawodnik              | Grupa | Waga  | Rwanie (kg) | Rwanie (kg) | Rwanie (kg) | Rwanie (kg) | Podrzut (kg) | Podrzut (kg) | Podrzut (kg) | Podrzut (kg) | Suma (kg) |
| LP | Zawodnik              | Grupa | Waga  | 1           | 2           | 3           | Wynik       | 1            | 2            | 3            | Wynik        | Suma (kg) |
| -- | --------------------- | ----- | ----- | ----------- | ----------- | ----------- | ----------- | ------------ | ------------ | ------------ | ------------ | --------- |
| 1  | Kim Song Chol         | A     | 61.83 | 113         | 117         | 121         | 117         | 137          | 140          | 145          | 140          | 257       |
| 2  | José Mena             | A     | 61.75 | 107         | 107         | 107         | 107         | 133          | 136          | 140          | 140          | 247       |
| 3  | Emre Büyükünlü        | A     | 61.75 | 108         | 111         | 113         | 111         | 130          | 134          | 135          | 135          | 246       |
| 4  | Nguyễn Thiện Quốc     | A     | 56.21 | 105         | 105         | 109         | 109         | 124          | 130          | 133          | 130          | 239       |
| 5  | Zainudin Zainudin     | A     | 61.05 | 100         | 105         | 107         | 107         | 132          | 132          | 137          | 132          | 239       |
| 6  | Rene Pizango          | A     | 60.79 | 95          | 100         | 103         | 103         | 130          | 134          | 135          | 135          | 238       |
| 7  | Charles Ssekyaaya     | A     | 61.40 | 97          | 101         | 105         | 101         | 132          | 136          | 136          | 136          | 237       |
| 8  | Patryk Słowikowski    | A     | 61.94 | 100         | 103         | 103         | 100         | 123          | 123          | 125          | 123          | 223       |
| 9  | Baymurad Orazdurdiyev | A     | 61.17 | 96          | 101         | 105         | 101         | 121          | 126          | 126          | 121          | 222       |
| 10 | Mohsen Al Duhaylib    | A     | 61.37 | 98          | 104         | 104         | 98          | 121          | 125          | 125          | 121          | 219       |
| 11 | Michael Taufa         | A     | 61.53 | 87          | 92          | 97          | 97          | 113          | 120          | 124          | 120          | 217       |